# Узо (лунный кратер)
Кратер Узо (лат. Houzeau) — большой древний ударный кратер в южном полушарии обратной стороне Луны. Название присвоено в честь бельгийского астронома Жан Шарля Узо (1820—1888) и утверждено Международным астрономическим союзом в 1970 г. Образование кратера относится к донектарскому периоду.

## Описание кратера
Ближайшими соседями кратера Узо являются кратер Белопольский на западе; кратеры Иоффе и Фридман на северо-западе и кратер Герасимович на юге. Селенографические координаты центра кратера 17°15′ ю. ш. 123°53′ з. д. / 17,25° ю. ш. 123,89° з. д., диаметр 76,8 км, глубина 2,8 км
Кратер Узо имеет полигональную форму с выступами в северной и западной части,  значительно разрушен и перекрыт породами выброшенными при образовании Моря Восточного расположенного на востоке от кратера. Фактически кратер превратился в понижение местности с трудно различимыми границами, наиболее четко выражена восточная часть вала, оконечность которой отмечена приметным маленьким чашеобразным кратером.

## Сателлитные кратеры
| Узо | Координаты                                              | Диаметр, км |
| --- | ------------------------------------------------------- | ----------- |
| P   | 19°05′ ю. ш. 125°09′ з. д. / 19,08° ю. ш. 125,15° з. д. | 15,2        |
| Q   | 18°36′ ю. ш. 125°23′ з. д. / 18,6° ю. ш. 125,39° з. д.  | 18,6        |

## См.также
- Список кратеров на Луне
- Лунный кратер
- Морфологический каталог кратеров Луны
- Планетная номенклатура
- Селенография
- Минералогия Луны
- Геология Луны
- Поздняя тяжёлая бомбардировка